# Пасирана
Пасирана је насеље у Италији у округу Милано, региону Ломбардија.
Према процени из 2011. у насељу је живело 2682 становника. Насеље се налази на надморској висини од 164 м.